# Belize na Mistrzostwach Świata w Lekkoatletyce 2022
Belize na Mistrzostwach Świata w Lekkoatletyce 2022 – reprezentacja Belize podczas mistrzostw świata w Eugene liczyła jednego zawodnika zawodnika.

## Skład reprezentacji

### Mężczyźni
| Zawodnik   | Konkurencja   | Preeliminacje | Preeliminacje | Eliminacje | Eliminacje | Półfinał | Półfinał | Finał | Finał   | Źródło      |
| Zawodnik   | Konkurencja   | Wynik         | Pozycja       | Wynik      | Pozycja    | Wynik    | Pozycja  | Wynik | Pozycja | Źródło      |
| ---------- | ------------- | ------------- | ------------- | ---------- | ---------- | -------- | -------- | ----- | ------- | ----------- |
| Shaun Gill | bieg na 100 m | 10.76         | 13. q         | 10.77      | 53.        | NQ       | NQ       | NQ    | NQ      | [ 1 ] [ 2 ] |